# Всероссийская ассоциация фортепианных дуэтов
Общенациональная ассоциация фортепианных дуэтов — объединение пианистов, играющих в фортепианных дуэтах, композиторов, музыковедов и любителей музыки.
Создана в 1989 г. как Всесоюзная ассоциация фортепианных дуэтов. Первые президенты Ассоциации — Александр Георгиевич Бахчиев и Елена Геннадьевна Сорокина.
Вице-президент — Людмила Осипова. С 1991 года — Общенациональная ассоциация фортепианных дуэтов, президентами которой остались Е. Г. Сорокина и А. Г. Бахчиев, вице-президентом Л. А. Осипова.
В конце 2021 года Ассоциация стала частью Российского музыкального союза (вошла в состав Гильдии исполнительского искусства, Председатель гильдии — Екатерина Мечетина).

## Мероприятия, проведённые Ассоциацией и при содействии Ассоциации

### Фестивали
- Всесоюзный фестиваль фортепианных дуэтов «Ноев Ковчег» (Свердловск, 1989)
- Первый Международный фестиваль фортепианных дуэтов (Ленинград, 1990)
- Первый Всесоюзный фестиваль-семинар фортепианных дуэтов (Нижний Новгород, 1991)
- Международные фестивали фортепианных дуэтов в Екатеринбурге, (1991, 1993, 1995, 1997, 2000)
- Фестиваль фортепианных дуэтов московской композиторской школы (Москва, 1992)
- Фестиваль фортепианных дуэтов в Санкт-Петербурге (1992)
- Международный фестиваль фортепианных дуэтов «Новосибирск-100», 1993
- Международный фестиваль фортепианных дуэтов (Новосибирск, 1994)
- Международные фестивали фортепианных дуэтов «Сибирь» (Бийск — Прокопьевск — Томск — Новосибирск)
- Международные фестивали фортепианных дуэтов в Смоленске (1995, 1997, 2001, 2005, 2008)
- Фестивали фортепианных дуэтов «Музыкальные сюрпризы» (Вологда, 2006, 2007)
- Международные фестивали фортепианных дуэтов в гг. Вологде и Череповце (2001—2008 гг.)
- Международные фестивали фортепианных дуэтов Spectrum Duo Fest (Петербург, с 2022 г.)

### Конкурсы
- Всероссийский конкурс фортепианных дуэтов им. М. А. Балакирева (Нижний Новгород, 1991)
- Международный конкурс детских фортепианных дуэтов «Брат и сестра» им. Л. А. Брук (Санкт-Петербург, с 1995 г.)
- Первый Всероссийский конкурс фортепианных дуэтов студентов, концертмейстеров и преподавателей музыкальных факультетов педагогических вузов (Вологда, 2001)
- Всероссийский юношеский конкурс-фестиваль фортепианных ансамблей и аккомпанемента «Дуэттино» — (Череповец, 2002)
- Второй Всероссийский конкурс фортепианных дуэтов студентов, концертмейстеров и преподавателей музыкальных факультетов педагогических вузов (Вологда, 2004)
- Всероссийский конкурс детских фортепианных дуэтов «За роялем вдвоём» им. А. Г. Бахчиева (Вологда, 2008)[1]
- Всероссийский конкурс фортепианных ансамблей "Гармония" (ежегодный, пгт Шушенское)

### Конференции
- Научная конференция «Фортепианный дуэт как феномен исполнительской культуры» в рамках Первого фестиваля-семинара фортепианных дуэтов. Нижний Новгород, сентябрь, 1991
- Международная научная конференция «Фортепианный ансамбль: композиция, исполнительство, педагогика». Санкт-Петербург, октябрь, 2001
- Научные конференции, проводимые в Институте музыки, театра и танца Российского Государственного педагогического университета им. Герцена
- Научные конференции по вопросам истории, теории и исполнительства фортепианных дуэтов в Петрозаводской консерватории

## Руководство Ассоциации
- С 1989 по 2007 годы Президент-дуэт — фортепианный дуэт Александра Бахчиева (1930−2007) и Елены Сорокиной, вице-президент Людмила Осипова
- С 2008 года — Президент: доктор искусствоведения, профессор, Заслуженный деятель искусств России Елена Геннадьевна Сорокина, вице-президент: кандидат искусствоведения, заслуженный работник культуры РФ Людмила Александровна Осипова

## Члены Ассоциации
около 100 музыкантов — участники фортепианных ансамблей, композиторы, музыковеды, любители музыки из стран бывшего СССР и зарубежья.

## Отделения Ассоциации
- Санкт-Петербургское — открыто в 2005 г., Председатель — Игорь Маркович Тайманов, Генеральный директор — Владимир Абрамович Гуревич

В ноябре 2007 года Санкт-Петербургское отделение Общенациональной  ассоциации фортепианных дуэтов России приняло новую редакцию Устава и стало именоваться Санкт-Петербургское Объединение фортепианных дуэтов. Эта  самостоятельная региональная организация прошла государственную регистрацию и получила статус юридического лица. Председатель Совета Объединения - Надежда Викторовна Медведева (Лукьянова), руководитель конкурса «Брат и сестра» - Тайманов Игорь Маркович.